# Wolseley Motor Company

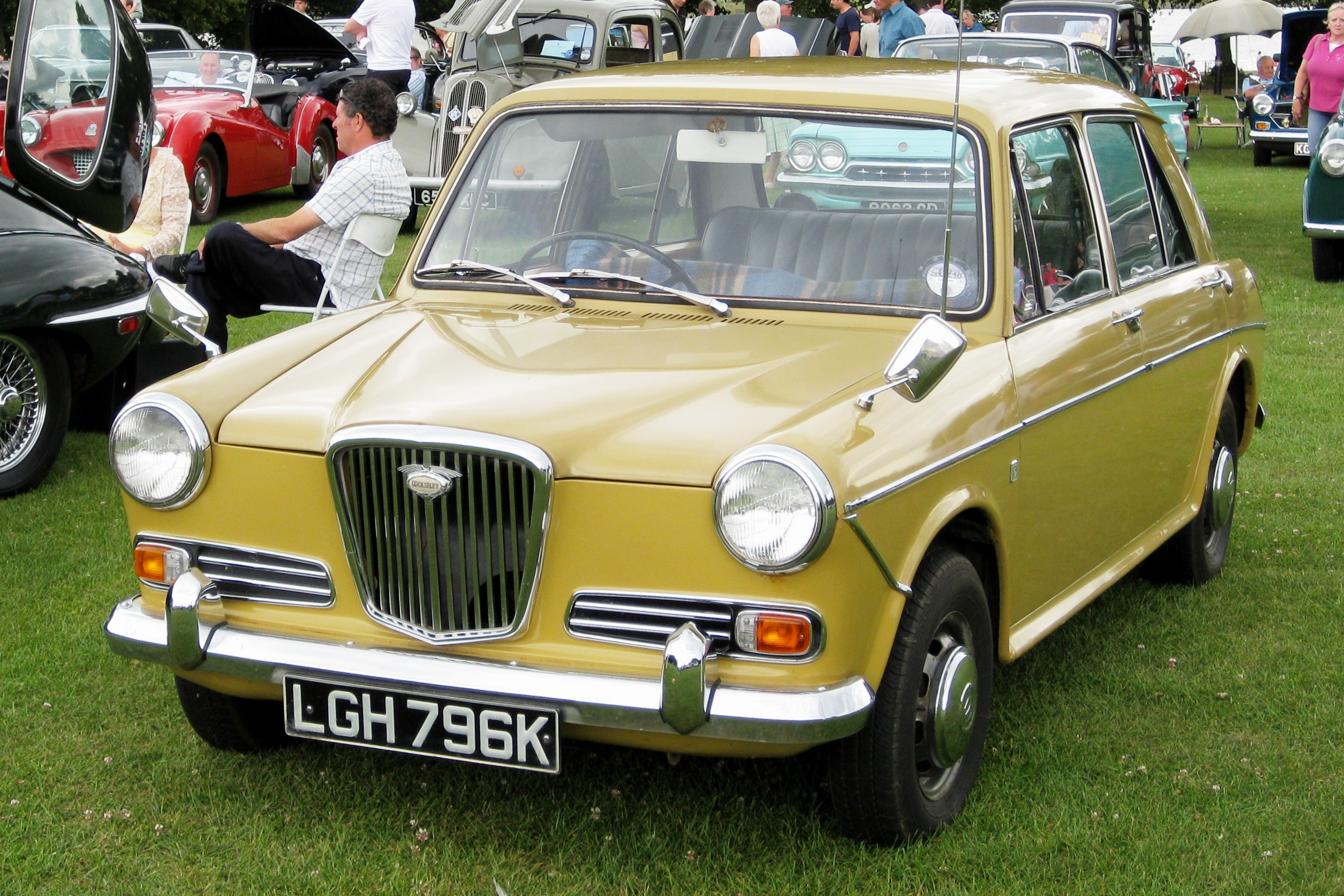
Wolseley 1300 z 1972 roku

Wolseley Motor Company – dawne brytyjskie przedsiębiorstwo branży motoryzacyjnej zajmujące się produkcją samochodów osobowych, z siedzibą w Birmingham, w Anglii.
Przedsiębiorstwo zostało założone w 1901 roku przez koncern Vickers oraz Herberta Austina. Początkowo produkowało wszystkie rodzaje samochodów i zdominowało rynek samochodowy edwardiańskiej Wielkiej Brytanii. W 1921 roku wypuszczało na rynek 12 000 aut rocznie i nadal się rozwijało. Przeinwestowanie doprowadziło w 1927 roku do wykupienia spółki przez Williama Morrisa. W 1935 roku Wolseley stało się częścią Morris Motor Company, a w 1952 roku British Motor Corporation. Od 1968 roku marka Wolseley należała do przedsiębiorstwa British Leyland. W 1975 roku zaprzestano produkcji samochodów pod tą marką. Obecnie właścicielem marki Wolseley jest Shanghai Automotive Industry Corporation.

## Historia

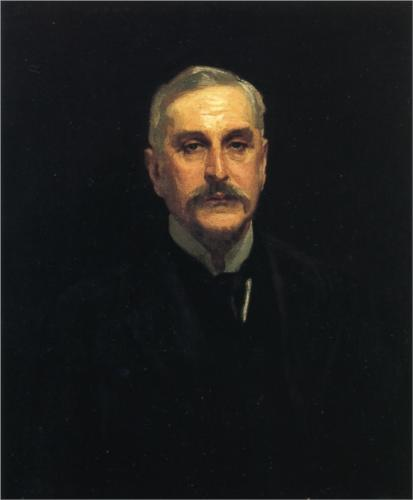
Pułkownik Thomas Vickers (1833–1915)

### Wolseley Tool and Motor Car Company Limited
Spółka Wolseley Tool and Motor Car Company Ltd. została założona w marcu 1901 roku przez przedsiębiorstwo Vickers, Sons & Maxim w celu produkowania samochodów oraz narzędzi. Kapitał zakładowy spółki wynosił 40 000 funtów, a jej siedziba mieściła się w Adderley Park, w Birmingham. Dyrektorem zarządzającym został Herbert Austin. Samochody sygnowane marką Wolseley były eksperymentalnym przedsięwzięciem zarządzanej przez Austina od lat 90. XIX wieku The Wolseley Sheep Shearing Machine Company (WSSMC). Ostatecznie po pięciu latach współpracy z Vickersem Austin zdecydował się opuścić Wolseley Tool and Motor Car Company Ltd. i założył Austin Motor Company.

#### Samochody Wolseley projektu Austina

Wolseley 1903

Austin poszukiwał nowych produktów dla WSSMC, ponieważ sprzedaż narzędzi do strzyżenia owiec była zajęciem sezonowym. W latach 1895–1896 zainteresował się silnikami i automobilami. Zimą 1895/1896, pracując w wolnym czasie i w trakcie weekendów, Austin stworzył własną wersję projektu Léona Bolléego, który widział w Paryżu. Dowiedziawszy się, iż prawa do niego nabyła inna brytyjska firma przekonał zarząd WSSMC do zainwestowania w maszyny, dzięki którym mógłby wykonać własny projekt.
W 1897 roku zaprezentowano drugi samochód Wolseleya – Wolseley Autocar No. 1. Był to trójkołowiec (jedno koło przednie, dwa tylne) z niezależnym zawieszeniem tylnym, silnikiem umieszczonym pośrodku oraz stykającymi się oparciami siedzeniami dla dwóch osób. Mimo reklamy nie sprzedał się ani jeden egzemplarz. Trzeci samochód, czterokołowy Voiturette został zaprezentowany w 1899 roku. Kolejny czterokołowiec pojawił się rok później. Wolseley Gasoline Carriage z 1901 roku wyposażony był w kierownicę zamiast drążka sterowego. Pierwsze sprzedawane samochody bazowały na Voiturette, jednak produkcja nie rozpoczęła się aż do 1901 roku; w międzyczasie zarząd WSSMC stracił zainteresowanie dla rodzącego się przemysłu motoryzacyjnego.

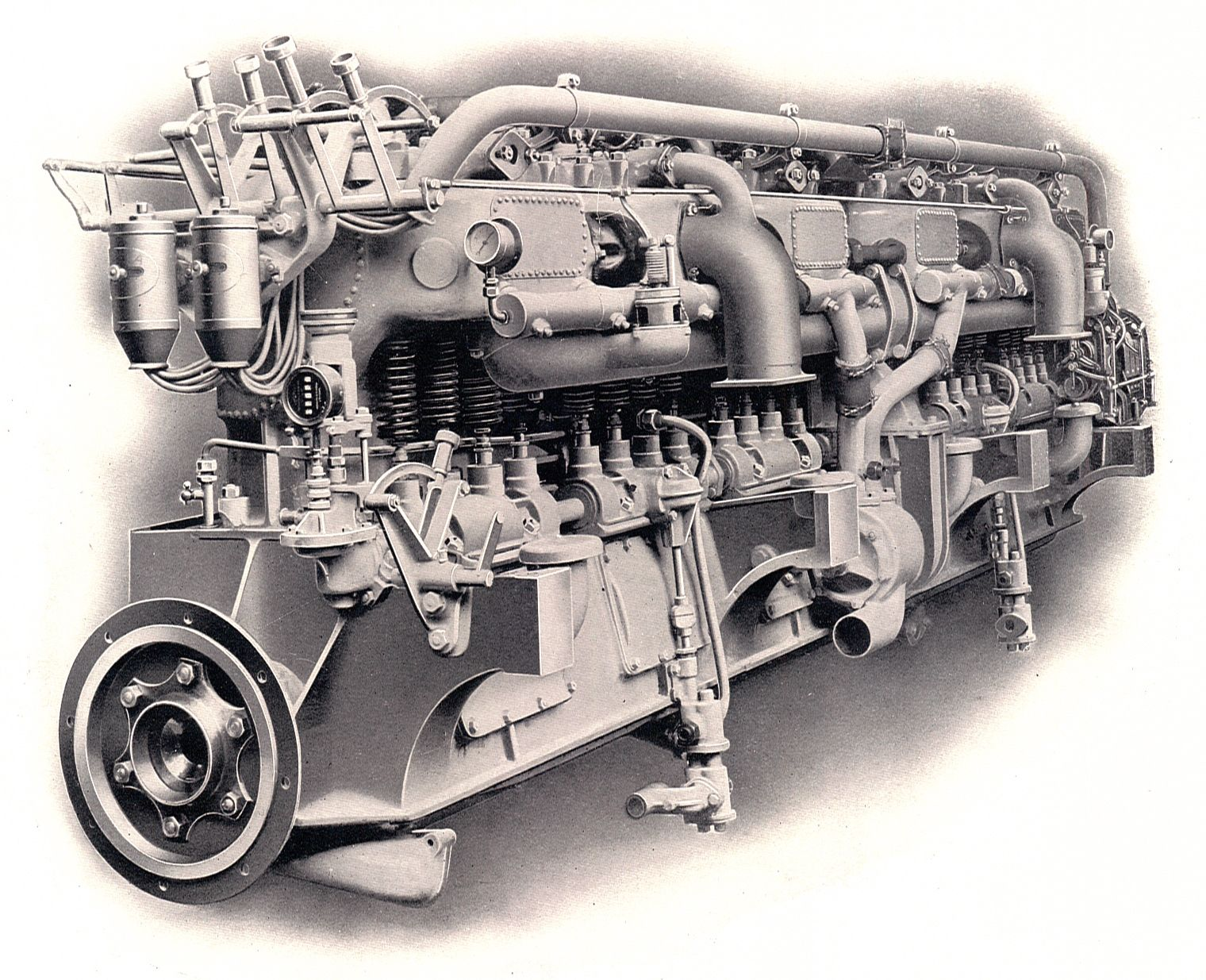
12-cylindrowy silnik okrętowy Wolseleya 360 KM, obrazek z 1905 roku

Thomas i Albert Vickersowie, dyrektorzy zakładów Vickersa, największego w Wielkiej Brytanii przedsiębiorstwa zbrojeniowego, o wiele wcześniej zdecydowali dołączyć do rozwijającego się przemysłu motoryzacyjnego – będąc pod wrażeniem dokonań Austina w WSSMC postanowili zainwestować w jego przedsięwzięcie. Do 1906 roku, gdy zakończył się pięcioletni kontrakt z Austinem, Wolseley wypuścił na rynek ponad 1500 samochodów, stając się największym producentem w kraju.
Pierwsze silniki Wolseley były poziome, dzięki czemu samochody miały nisko położony środek ciężkości. Cylindry odlewano indywidualnie i rozmieszczano w parach. Wał korbowy biegł wzdłuż samochodu co pozwalało na przekładanie jego obrotów na tylną oś za pomocą paska lub łańcucha. W 1904 roku królowa Aleksandra, żona Edwarda VII kupiła landolet o pojemności 5,2 litra i 24 KM, z cewkowym zapłonem, 4-pozycyjną skrzynią biegów oraz napędem łańcuchowym.

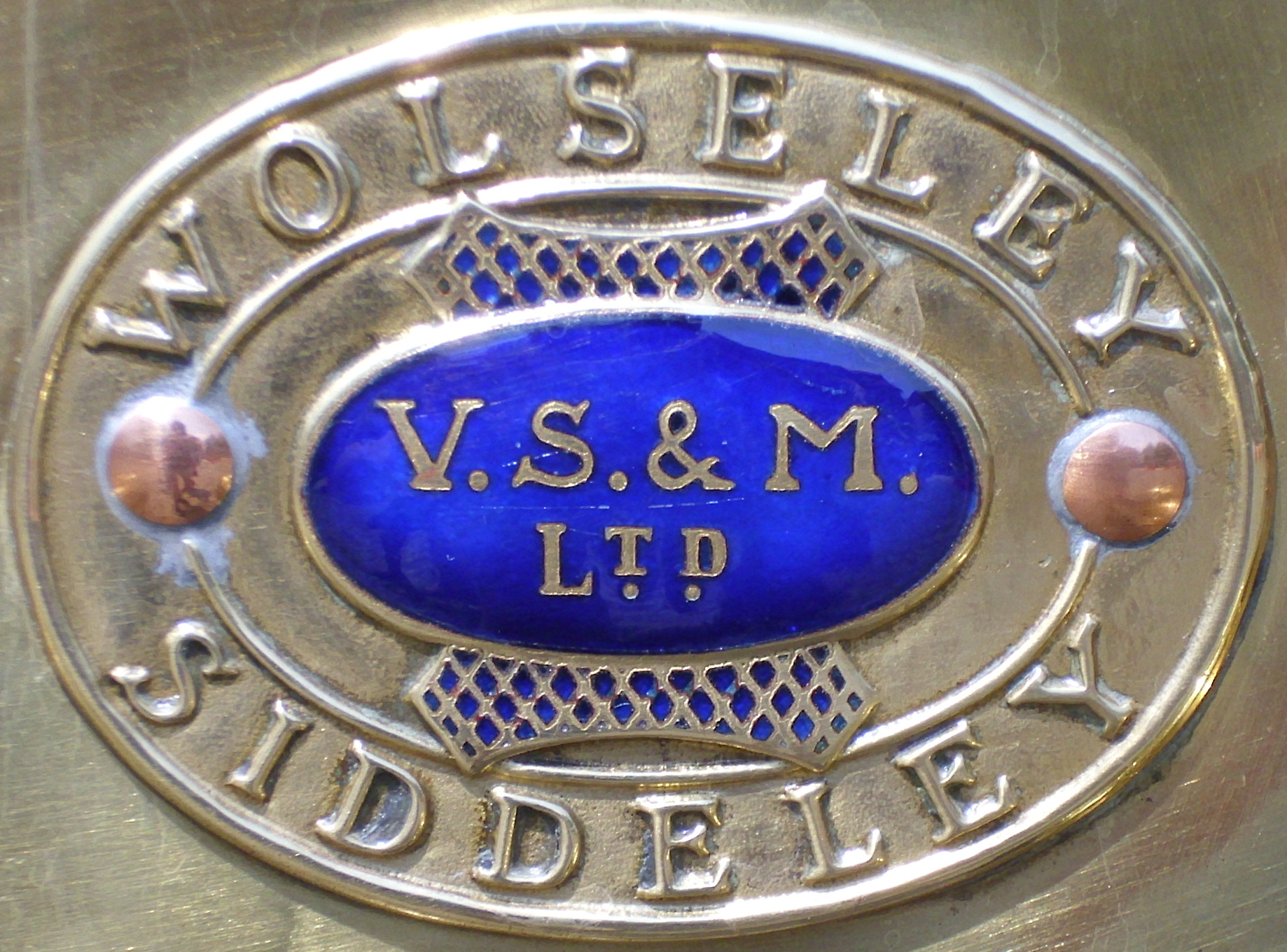
Plakietka z nazwą: Vickers, Sons & Maxim
Wolseley Siddeley

#### Siddeley
Na miejsce Austina Vickers zatrudnił Johna Siddeleya. W latach wcześniejszych Vickers produkował w fabryce w Crayford samochody pod marką należącej do Siddeleya spółki Siddeley Autocar Company. W 1905 roku firma zakupiła patent i prawa do projektu Siddeleya. Ten ostatni szybko zamienił austinowski silnik o przeciwległych cylindrach, na bardziej konwencjonalny wówczas silnik pionowy. Pod rządami Siddeleya Wolseley nadal przodował w sprzedaży, jednak zarządzany z Londynu, nie z Birmingham przestał przynosić zyski. Zarząd zamknął fabrykę w Crayford, porzucając produkcję taksówek oraz pojazdów użytkowych i przeniósł całą firmę z powrotem do Birmingham. Po zaostrzonych dyskusjach Siddeley zrezygnował ze stanowiska wiosną 1909 roku i rozpoczął pracę w Siddeley Deasy. W sierpniu 1909 roku dyrektorem nadzorczym został Ernest Hopwood.

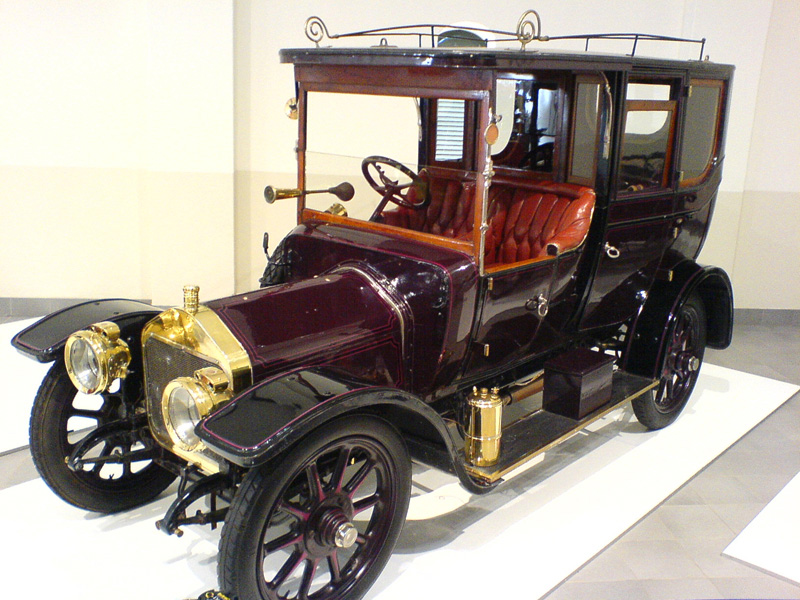
Wolseley 12/16 hp, 1910

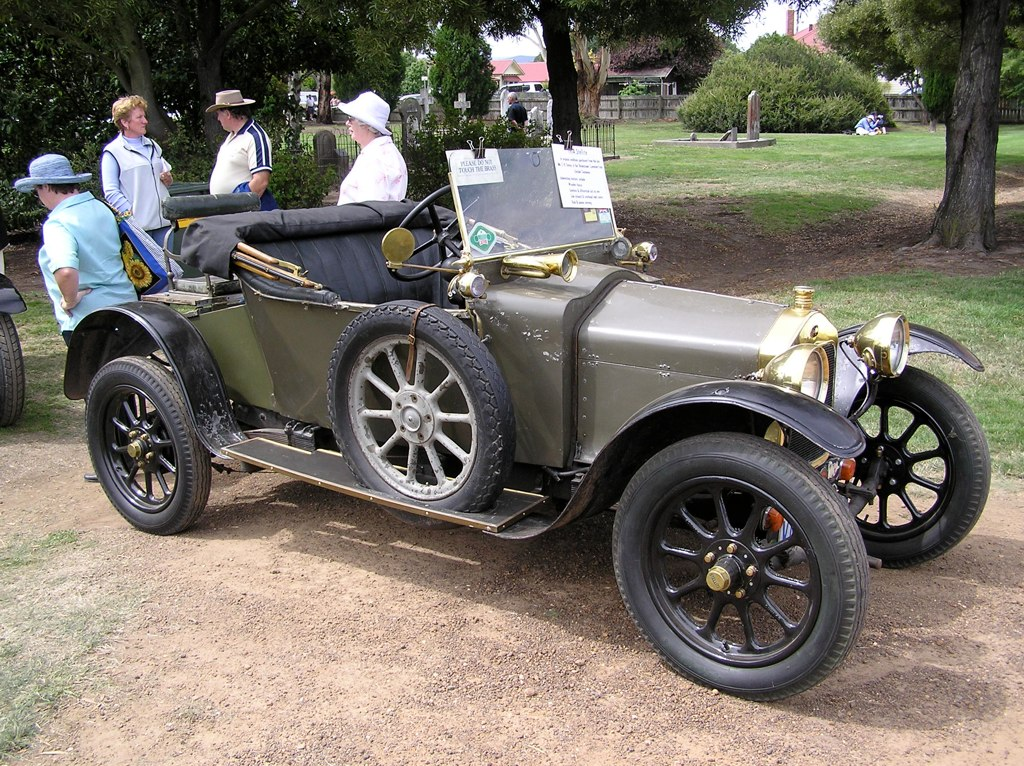
Stellite, odrębna seria produkowana przez Wolseleya

### Wolseley Motors Limited
Do 1913 roku Wolseley był największym w Wielkiej Brytanii producentem samochodów sprzedając rocznie 3000 sztuk. Spółkę przemianowano w 1914 roku na Wolseley Motors Limited. Jednocześnie rozpoczęły także działanie filie w Montrealu i Toronto, które po I wojnie światowej przekształciły się w British and American Motors.

### I wojna światowa

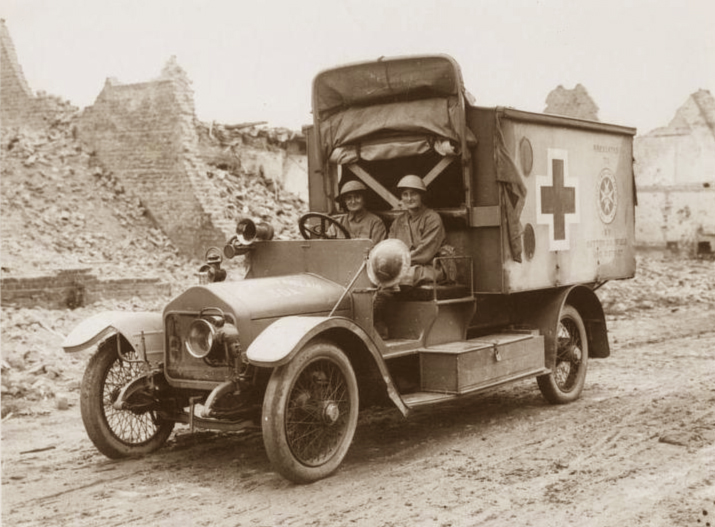
Ambulans Wolseley „Madonn z Pervyse”

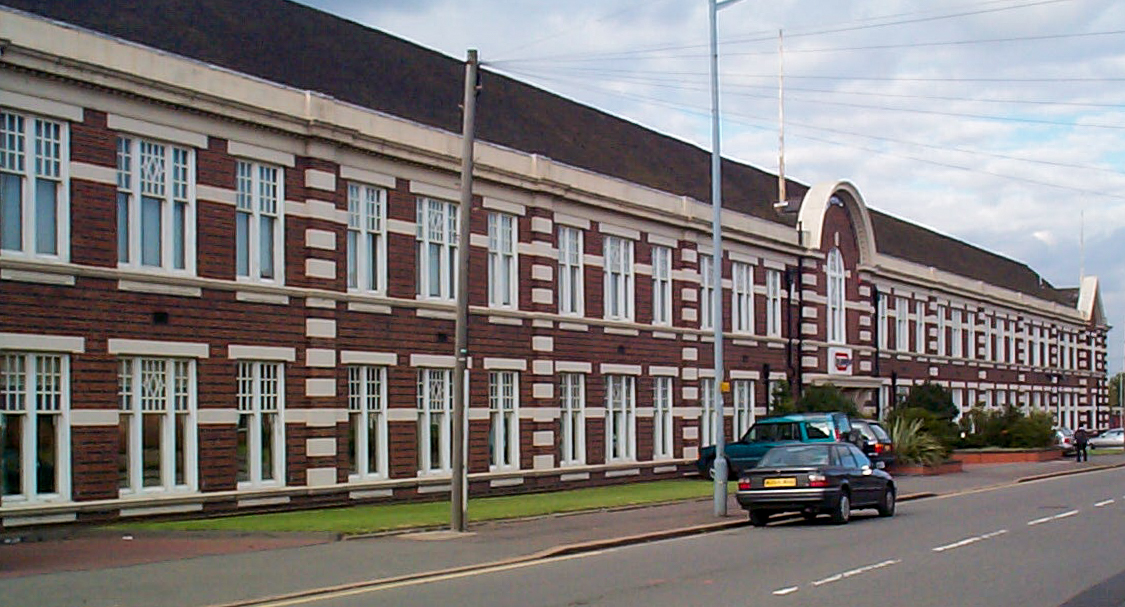
Dawna fabryka Wolseleya, Ward End

Na początku I wojny światowej przedsiębiorstwo otrzymało kontrakty na wozy oficerskie i ambulanse. Rząd prędko doszedł do wniosku, iż fabryka nada się lepiej do wytwarzania bardziej potrzebnych produktów. Po zakończeniu wojny dyrektor Vincent Caillard meldował, że Wolseley dostarczył około:
- 3600 samochodów, w tym ciężarowych, włączając ekwiwalenty w częściach zamiennych
- 4900 silników lotniczych, włączając ekwiwalenty w częściach zamiennych
- 760 samolotów
- 600 zestawów zapasowych skrzydeł i ogonów do samolotów
- 6000 śmigieł różnych typów
- sprzęt celowniczy dla 27 pancerników, 56 krążowników oraz 160 liderów i niszczycieli
- 1200 mocowań dla dział morskich i celowników
- 10 układów przeniesienia napędu dla sterowców szkieletowych
- 2 650 000 pocisków do armat 18-funtowych
- 300 000 pocisków do moździerzy Stokesa[6]

Szkocka Brygada Konna używała ambulans polowy zaprojektowany w 1914 roku przez pułkownika H. Wade'a na podwoziu Wolseleya – wewnątrz znajdował się stół operacyjny, materiały sterylizacyjne, pełny zestaw instrumentów chirurgicznych, osiatkowanie, liny, siekiery oraz oświetlenie elektryczne. Pojazd był używany pod Gallipoli, na Pustyni Libijskiej (w trakcie kampanii bractwa sanusijja) i w egipskiej Kantarze, zanim został dołączony do Pustynnego Korpusu Konnego w 1917 roku. Brał również udział w kampanii w południowej Palestynie, której kulminacją była bitwa o Jerozolimę.
W 1918 roku Wolseley otworzyło w Tokio, wraz z Ishikawajimą, przedsiębiorstwo wspólne. Pierwszy zbudowany w Japonii Wolseley zszedł z linii produkcyjnej w 1922 roku. Po II wojnie światowej w 1949 roku firma została zreorganizowana i przemianowana na Isuzu.

### Powojenny rozwój i upadek

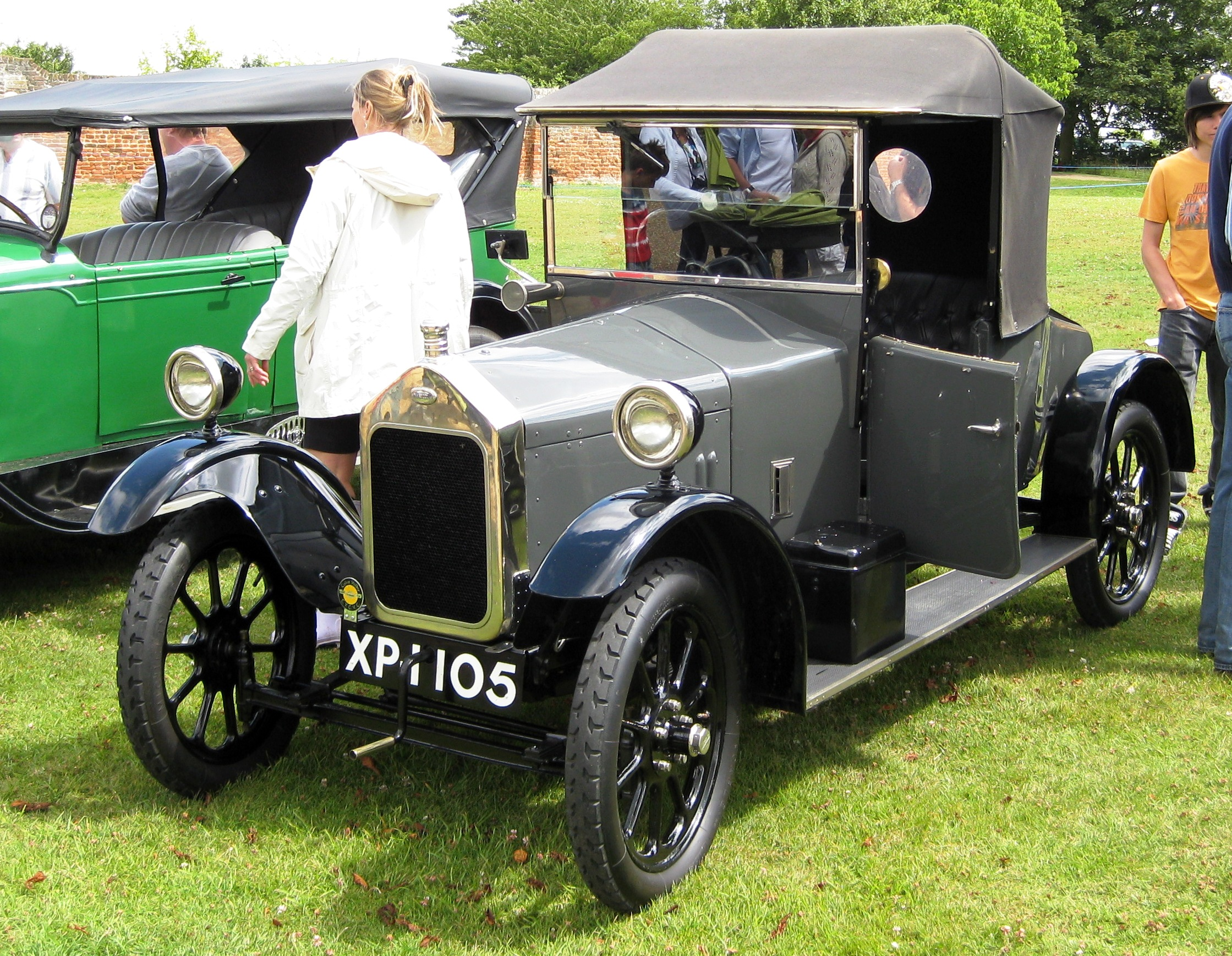
Wolseley Ten z 1923 roku

Thomas Vickers zmarł w 1915 roku, Albert w 1919. Podczas wojny możliwości produkcyjne Wolseleya gwałtownie wzrosły. Po wojnie zarząd Vickersa zadecydował o dalszym rozwoju i konsolidacji wszelkich motoryzacyjnych przedsięwzięć w jednej firmie. Wolseley wykupił z grupy Vickersa kolejne przedsiębiorstwa – Electric and Ordnance Accessories Company Limited, Motor-Car (Stellite Car) Ordnance Department oraz Timken Bearing Department – jednocześnie ogłaszając program produkcji samochodów:
1. 10-konny 4-cylindrowy tourer dwu- lub trzyosobowy bazujący na zaprojektowanym przez Wolseleya samochodzie Stellite
2. 15-konny 4-cylindrowy tourer czteroosobowy
3. 20-konne 6-cylindrowe podwozie mające być dopasowane do różnych modeli
Przykłady wszystkich modeli zostały wystawione podczas Olympia Show w listopadzie 1919 roku.
W 1919 roku Wolseley przejął od Vickersa fabrykę amunicji w birminghamskim Ward End, zakupił salę wystawową oraz biura przy londyńskiej ulicy Piccadilly, obok hotelu Ritz. Na nowy budynek – ochrzczony Wolseley House – wydano ponad 252 tysiące funtów, dwukrotnie więcej niż wyniosły zyski w 1919. Po wygaśnięciu lukratywnych kontraktów, w 1920 roku firma zanotowała stratę rzędu 83 tysięcy funtów. Kolejne lata również kończyły się pod kreską by w 1924 roku osiągnąć 364 tysięcy straty.
W 1919 roku ze względu na zły stan zdrowia z funkcji dyrektora nadzorczego zrezygnował Ernest Hopwood. Główny projektant Arthur John McCormack, prawa ręka Hopwooda od 1911 roku, zrezygnował w listopadzie 1923 roku i został zastąpiony komitetem wykonawczym. Pod koniec października 1926 roku ujawniono, iż firma znalazła się pod zarządem syndyków Gilberta Garnseya i T. W. Hortona, ogłosiwszy bankructwo z zadłużeniem sięgającym dwóch milionów funtów. Sytuacja ta została określona mianem „najbardziej spektakularnej porażki w początkach historii przemysłu motoryzacyjnego”.

### Morris
Wolseley zostało zakupione osobiście i za własne pieniądze przez Williama Richarda Morrisa za 730 tysięcy funtów w lutym 1927 roku. Wśród innych licytatorów znaleźli się General Motors oraz Austin Motor Company. Morris utworzył nową spółkę, Wolseley Motors Limited i skonsolidował produkcję w Ward End, w Birmingham. W 1935 roku przedsiębiorstwo zostało przejęte przez spółkę Morris Motors Ltd.; od tamtego czasu modele Wolseleya bazowały na projektach Morrisa. Wkrótce, podobnie jak Morris, MG i Riley, Wolseley stał się częścią Nuffield Organisation.

### Po II wojnie światowej
Po wojnie Woseley opuściło Adderley Park i zostało przeniesione do Cowley. Rozpoczęła się produkcja modeli bliźniaczych, na łączonych z Morrisem liniach. Pierwsze powojenne modele 4/50 i 6/80 bazowały na Morrisie Oxfordzie MO; odróżniała je bardziej tradycyjna osłona chłodnicy.

#### BMC
Po fuzji Morrisa i Austina, w wyniku której powstało British Motor Corporation (BMC), Woseley zaczął dzielić nadwozia i podwozia z MG i Rileyem – 4/44, 15/150 i 6/90 były blisko spokrewnione odpowiednio z MG Magnette ZA/ZB, Rileyem Pathfinderem oraz Rileyem 2.6.
Wypuszczony w 1957 roku Wolseley 1500 bazował na planowanym następcy Morrisa Minora, dzieląc kształt z Rileyem 1.5. W następnym roku zadebiutował Wolseley 15/60, nowy sedan średniej wielkości wedle projektu Battisty Pininfariny. W ciągu roku pięć pozostałych marek wypuściło podobne auta.
Wolseley Hornet opierał się na modelach Mini wypuszczonych przez Austina i Morrisa, jednak różnił go większy bagażnik, cecha którą łączył z Rileyem Elfem. 1500 został zastąpiony przez 1100 w 1965 roku, który dwa lata później stał się modelem 1300. Ostatecznie w 1967 roku wypuszczona została wersja Austina 1800, sygnowana nazwą Wolseley 18/85.

#### British Leyland
Po fuzji BMC z Leyland Motors w 1969 roku utworzone zostało przedsiębiorstwo British Leyland; marka Riley, której produkcja nakładała się na wolseleyowską została wycofana. W 1972 roku Woseley wypuścił na rynek Woseleya 6, będącego 6-cylindrowym wariantem Austina 1800. Ten ostatni został wycofany trzy lata później na rzecz ostatniego modelu firmy z Birmingham, sygnowanego numerem 18-22. Po sześciu miesiącach przemianowano go na Leyland Princess kończąc jednocześnie dzieje 74-letniej marki.
Marka Wolseley, zakupiona w 2005 roku przez Nanjing Automobile Group po rozpadzie MG Rover Group, należy od 2007 do Shanghai Automotive Industry Corporation (w wyniku przejęcia spółki Nanjing Automobile Group). Wolseley Sheep Shearing Machinery Company funkcjonuje nadal pod nazwą Wolseley plc.

## Lista modeli

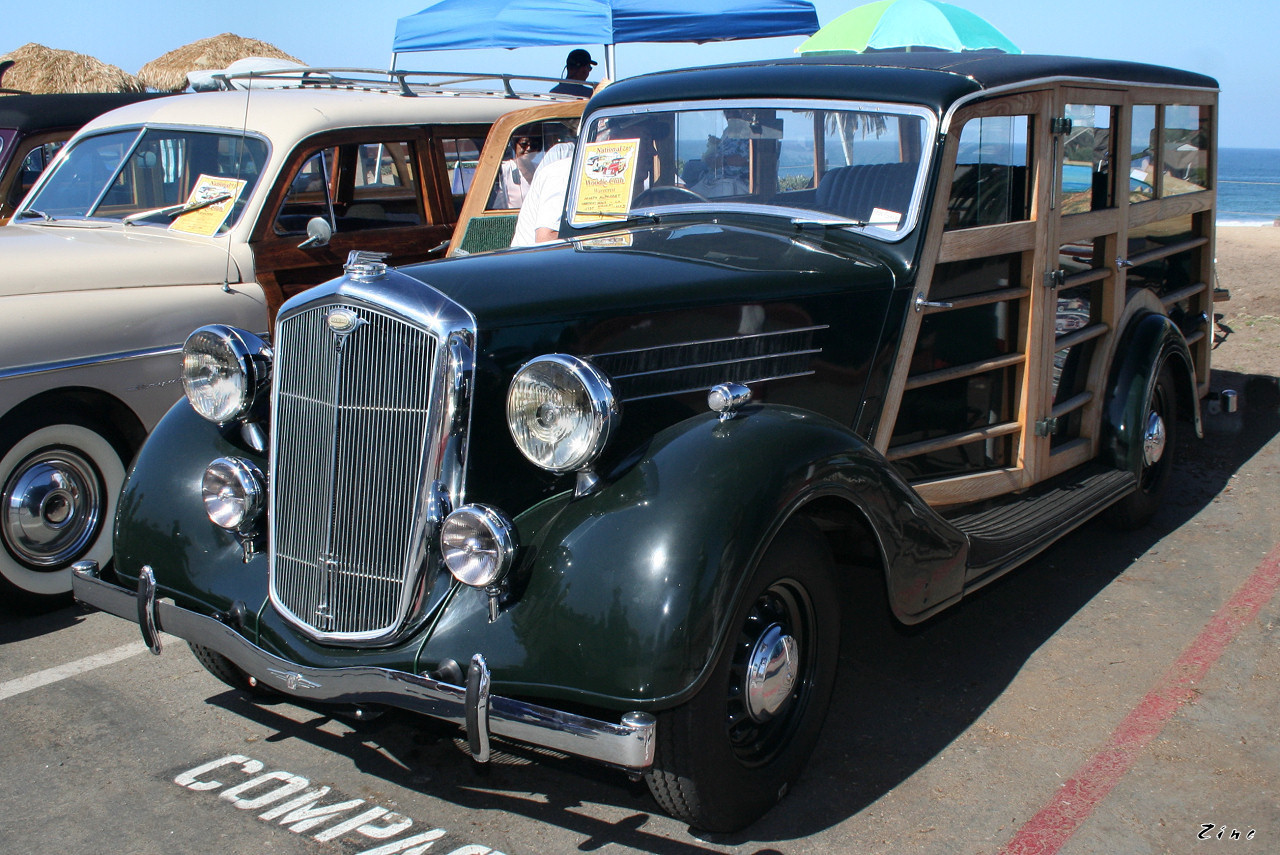
Wolseley 25

### Lata 1920-1940
- Czterocylindrowe
  - 1920–1924 Wolseley 10
  - 1920–1927 Wolseley 15
  - 1934–1935 Wolseley Nine
  - 1935–1936 Wolseley Wasp
  - 1936–1937 Wolseley 10/40
  - 1936–1939 Wolseley 12/48
  - 1939-1939 Wolseley Ten

- Sześciocylindrowe
  - 1920–1924 Wolseley 20
  - 1930–1936 Wolseley Hornet OHC
  - 1927–1932 Wolseley Viper
  - 1928–1930 Wolseley 12/32
  - 1930–1935 Wolseley 21/60
  - 1933–1935 Wolseley Sixteen
  - 1935–1936 Wolseley Fourteen
  - 1935-1935 Wolseley Eighteen
  - 1936–1938 Wolseley 14/56
  - 1937–1938 Wolseley 18/80

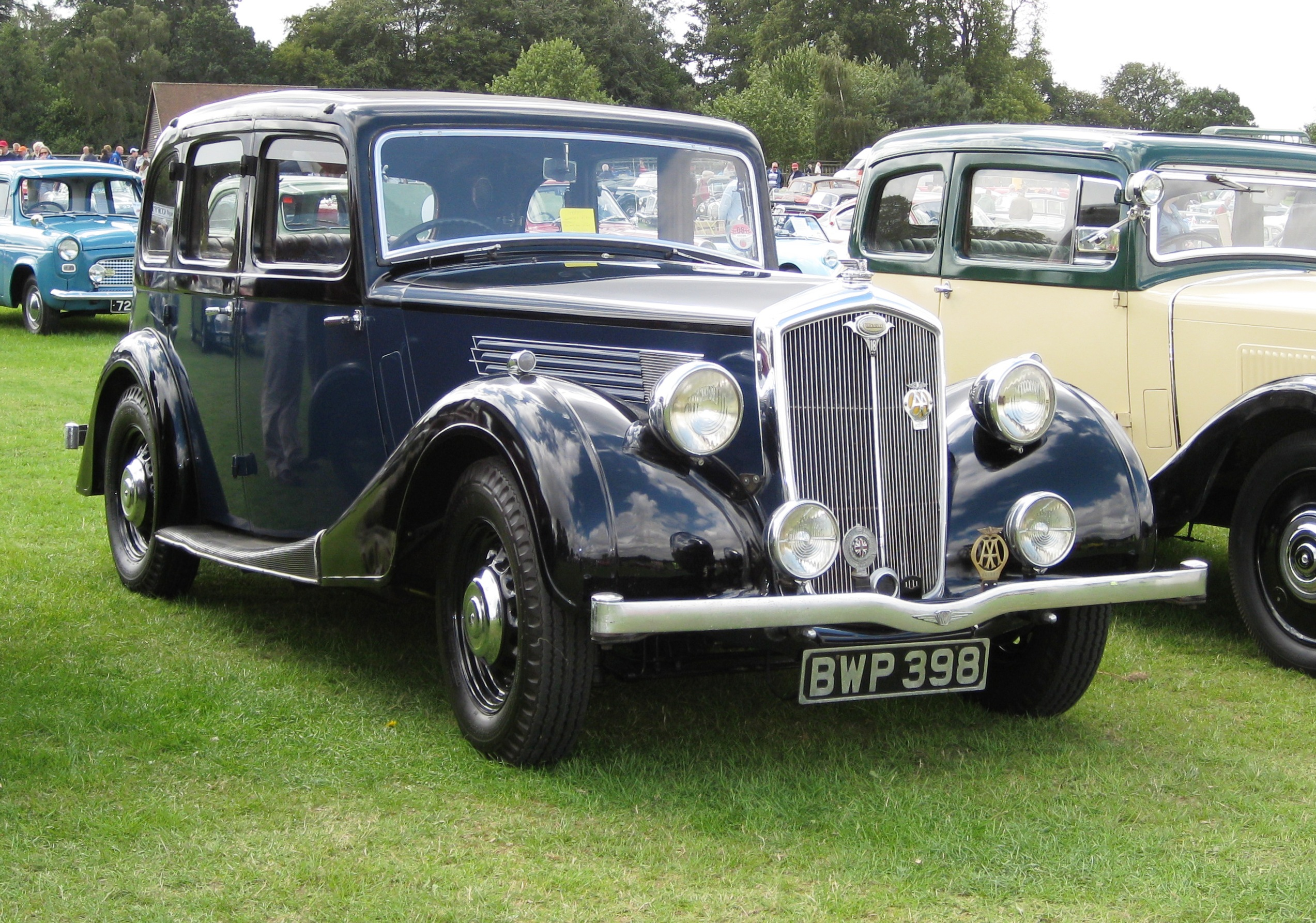
Wolseley 18 – 4-drzwiowy sedan z silnikiem 2,3 l, 1937 r.

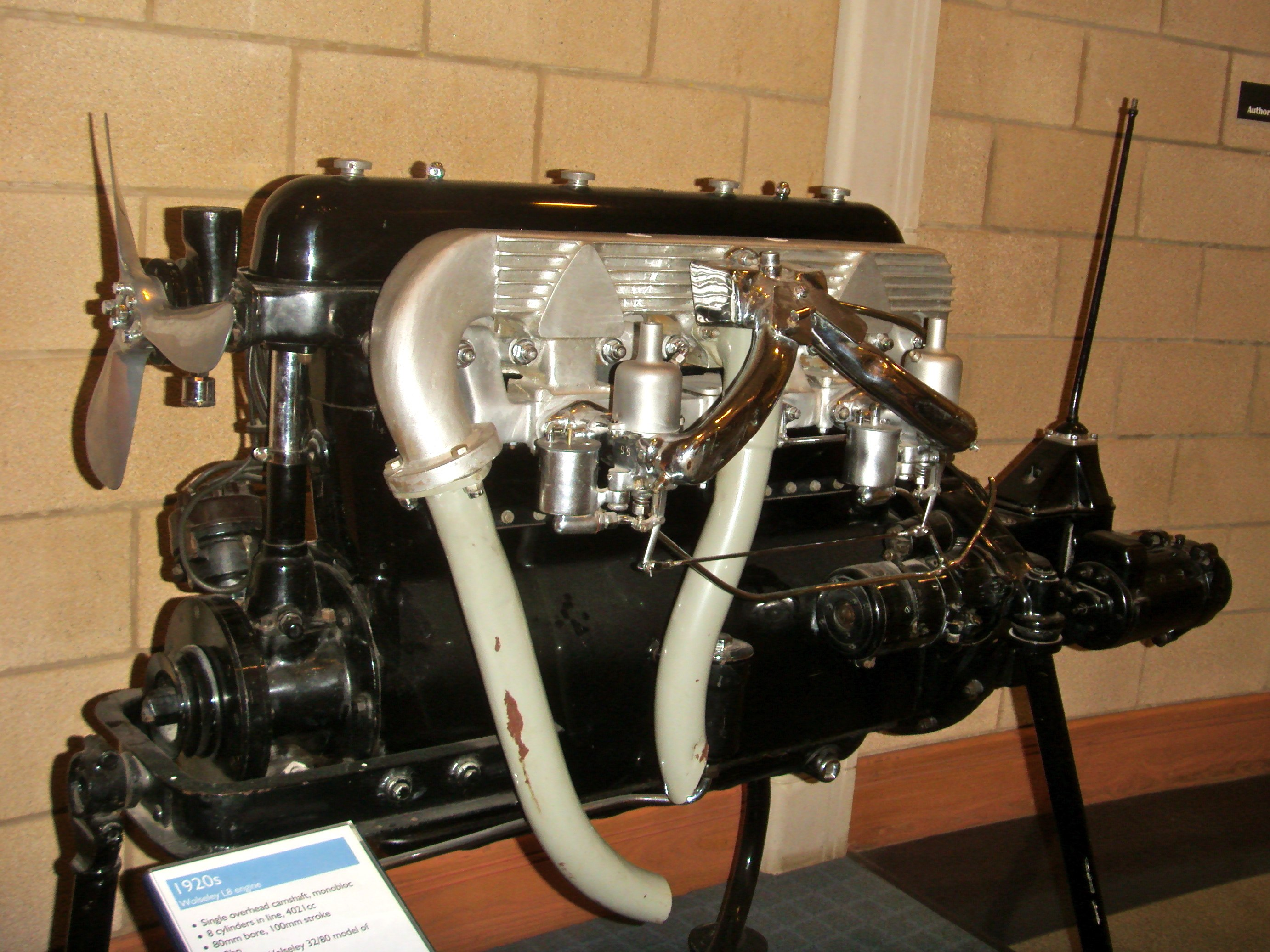
Silnik R8 Wolseleya produkowany w latach 1928-1931

  - 1935–1937 Wolseley Super Six 16KM, 21KM, 25KM
  - 1938–1941 Wolseley 14/60
  - 1938–1941 Wolseley 16/65
  - 1938–1941 Wolseley 18/85 (produkowany również dla armii w 1944 roku)
  - 1937–1940 Wolseley 16KM, 21KM, 25KM

- Ośmiocylindrowe
  - 1928–1931 Wolseley 21/60

### Po 1945 roku
Przez długi czas w użyciu był dwunumerowy system sygnowania modeli. Do 1948 roku odzwierciedlały one moc podatkową silnika (taxable horsepower, wedle definicji Royal Automobile Club) oraz moc rzeczywistą. Zatem kod 14/60 oznaczał auto z silnikiem o mocy podatkowej 14 KM, który faktycznie był w stanie wygenerować 60 KM (45 kW). W późniejszych latach pierwsza liczba oznaczała liczbę cylindrów. Po 1956 roku informowała ona o pojemności silników czterocylindrowych. Przykładowo 15/60 zasilany był 1,5-litrowym silnikiem o mocy 60 KM. Ostatecznie cały system został zarzucony.
- Czterocylindrowe

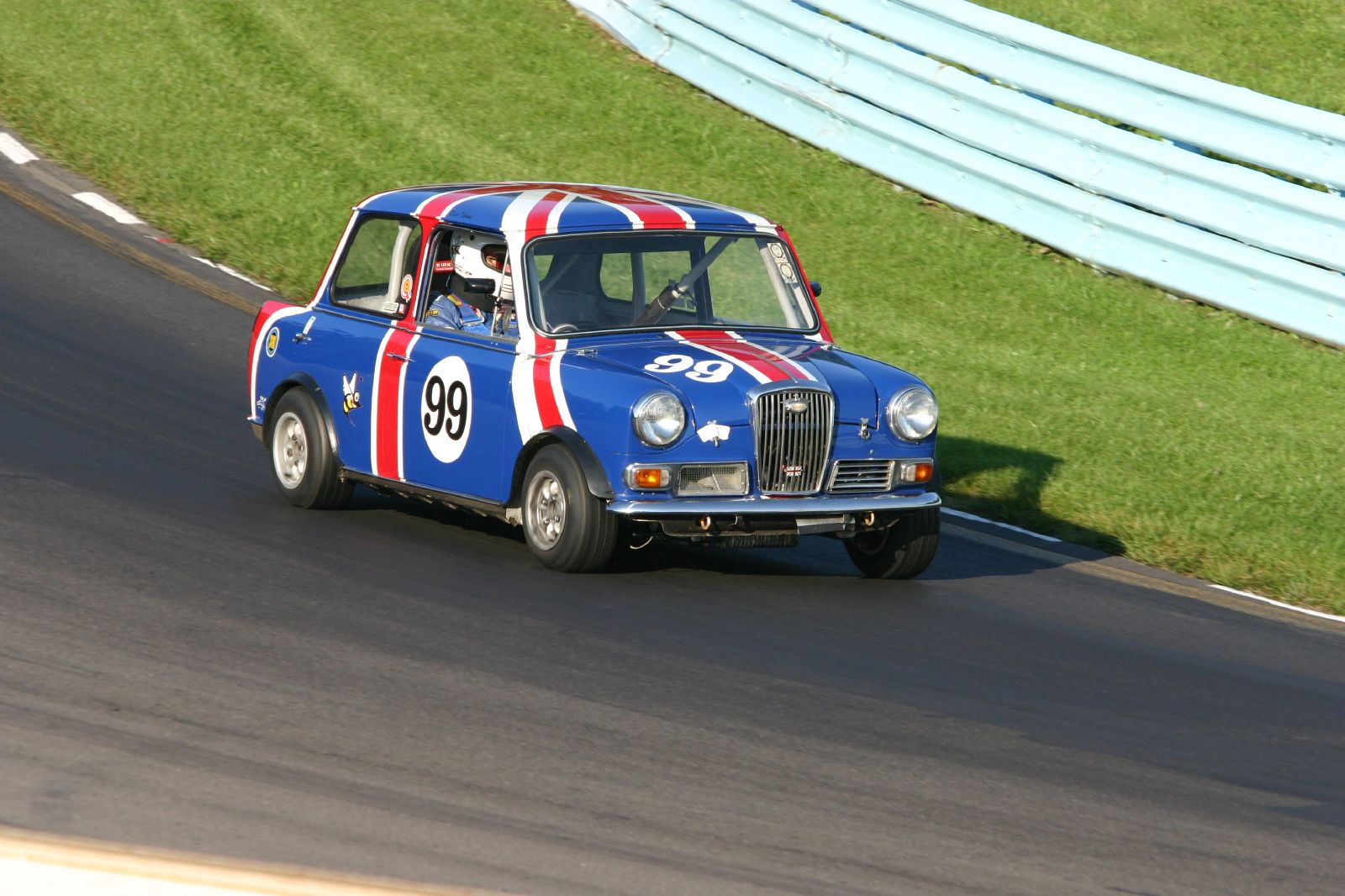
Wolseley Hornet z 1965 roku podczas wyścigów starych samochodów na Watkins Glen International

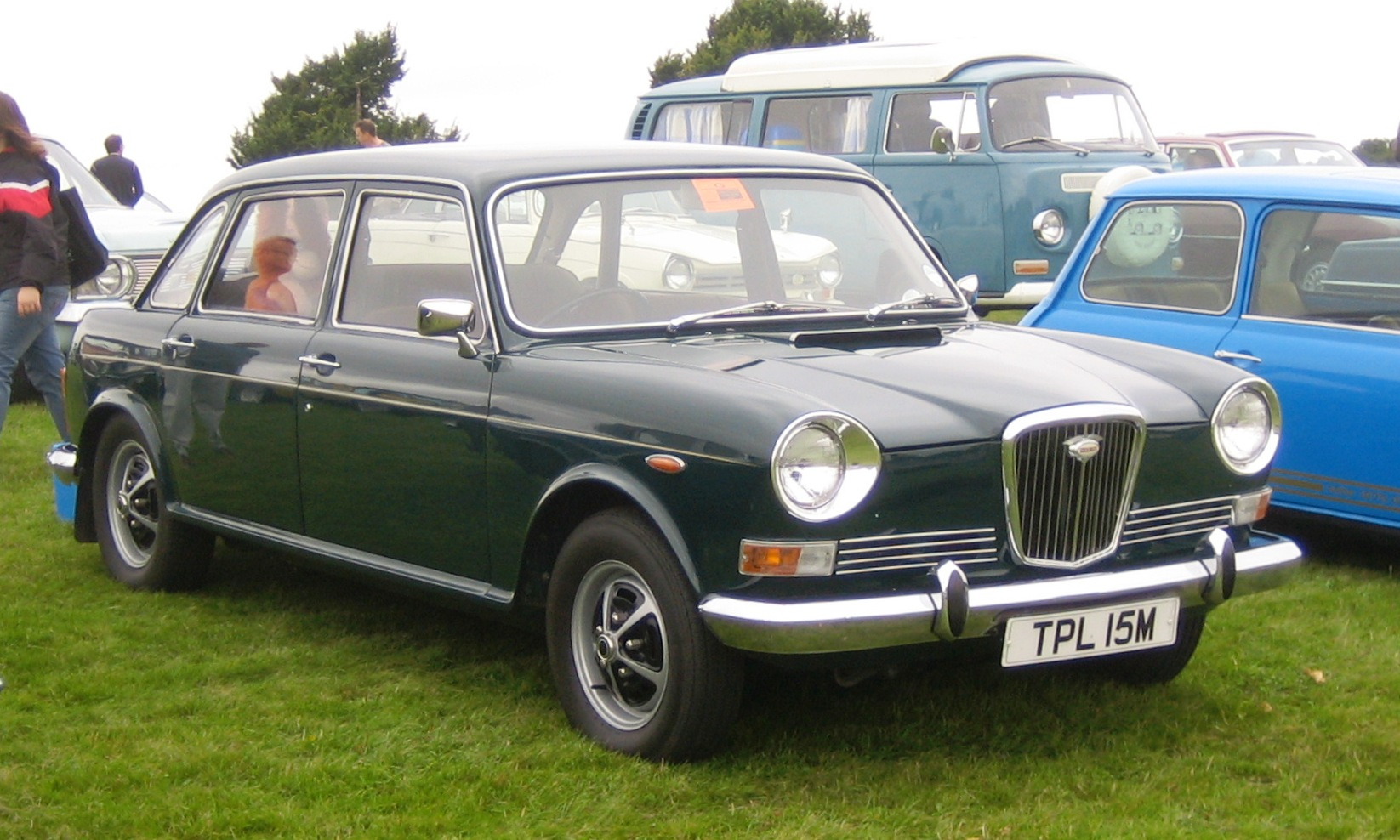
Wolseley Six (BMC ADO17)

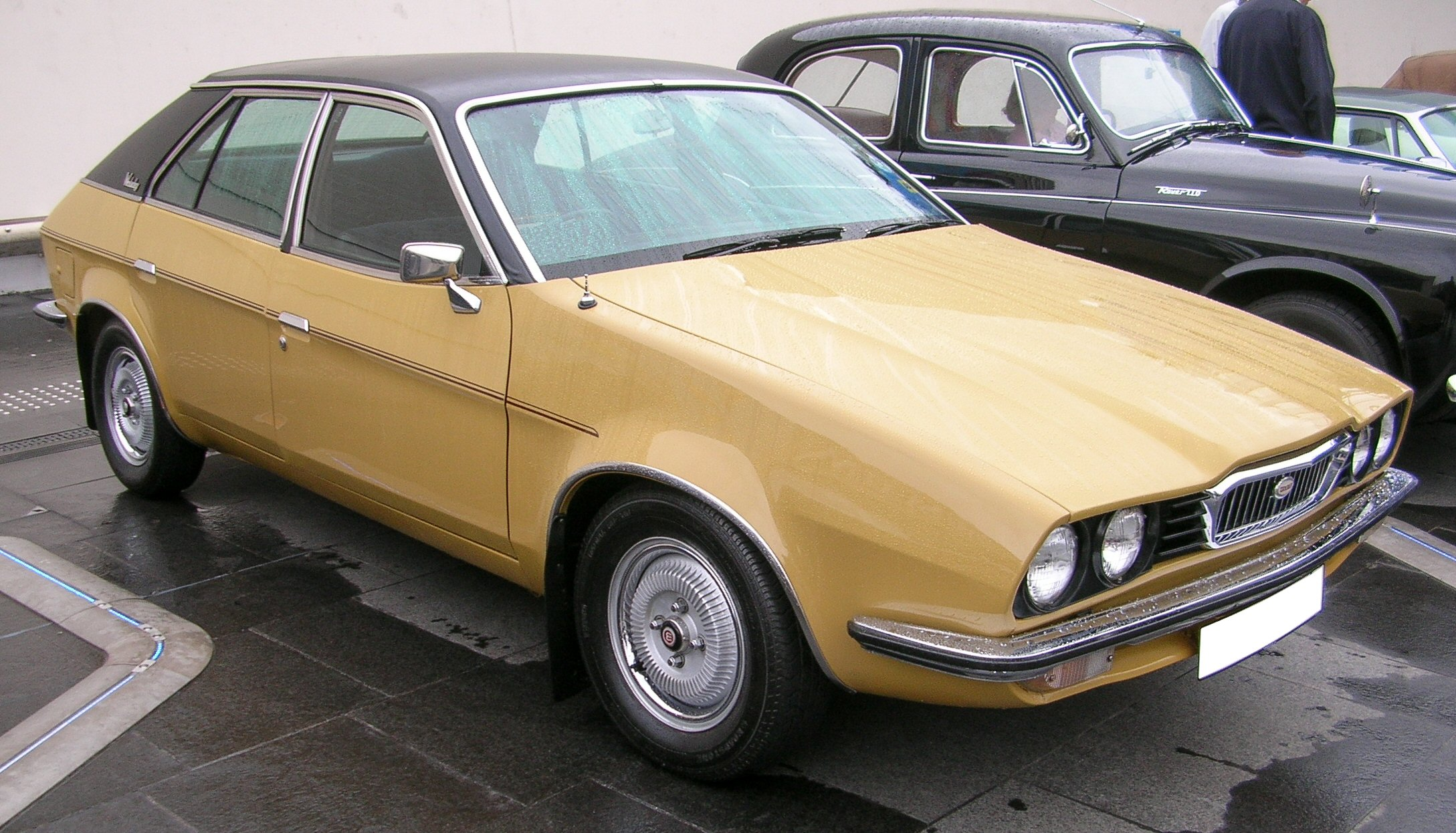
Wolseley (seria 18–22)

  - 1939–1948 Wolseley Ten (Morris Ten)
  - 1937–1948 Wolseley 12/48 (seria III)
  - 1946–1948 Wolseley Eight (podobny do Morrisa 8 serii E)
  - 1947–1955 Nuffield Oxford Taxi (komercyjny projekt Morrisa)
  - 1948–1953 Wolseley 4/50 (podobny do Morrisa Oxforda MO)
  - 1952–1956 Wolseley 4/44
  - 1956–1958 Wolseley 15/50 (MG Magnette ZB)
  - 1957–1965 Wolseley 1500 (podobny do Rileya 1.5, bazujący projektem na Morrisie Minorze)
  - 1958–1961 Wolseley 15/60 (Austin A55 (Mark 2) Cambridge)
  - 1961–1969 Wolseley Hornet (podobny do Rileya Elfa, bazujący projektem na Mini)
  - 1961–1971 Wolseley 16/60 (Austin A60 Cambridge)
  - 1965–1974 Wolseley 1100/1300 (BMC ADO16)
  - 1967–1971 Wolseley 18/85 (BMC ADO17)

- Sześciocylindrowe
  - 1938–1948 Wolseley 14/60 (seria III)
  - 1938–1948 Wolseley 18/85 (seria III)
  - 1938–1948 Wolseley 25 (seria III)
  - 1948–1954 Wolseley 6/80 (Morris Six)
  - 1954–1959 Wolseley 6/90 (Riley Pathfinder/Riley Two-Point-Six)
  - 1959–1961 Wolseley 6/99 (Austin A99 Westminster)
  - 1961–1968 Wolseley 6/110 (Austin A110 Westminster)
  - 1962–1965 Wolseley 24/80 (australijska 6-cylindrowa wersja 15/60 i 16/60; podobny do Austina Freewaya)
  - 1972–1975 Wolseley Six (BMC ADO17)
  - marzec-październik 1975 Wolseley saloon (seria 18-22)

- Inne modele:
  - Wolseley 4/60 (holenderska wersja 16/60)
  - Wolseley 300 (duńska wersja 6/99 i 6/110)